# 천부교
천부교(天父敎)는 본래 개신교(대한예수교장로회)의 장로였던 박태선이 1955년에 창시한 신흥 종교이다.

## 개관
공식 명칭은 천부교이며 1955년 박태선이 조직한 종교단체다. 신앙촌은 이 종교와 관련된 공동체이다. 박태선은 천부교의 절대적인 신앙의 대상으로서 천부교인들은 창교자를 인류 구원을 위해 출현한 구원의 주재자이자 창조주 하나님으로 믿는다.
박태선은 서울 남산 심령 부흥회의 주요 강사로 참여한 직후 독자적인 신앙 부흥협회를 조직하였다. 이후 1980년 7월 26일 전국 신도 대표자회 대집회에서 명칭 변경에 합의하여 1980년 8월 1일 천부교로의 명칭 변경이 이루어졌다.
천부교의 상징은 감람나무 잎을 물고 있는 비둘기상으로 창교자가 이를 제정하며 구원의 표상으로서 상징적 의미를 부여한 바 있다. 2012년 문화체육관광부 통계에 의하면 천부교의 교회 수는 250개이고, 교직자는 350명, 신도 수는 40만 7470명이라고 한다.

## 교리
- 설립 초기부터 감람나무 신앙을 근간으로 하였으며,  1980년에 그 교리를 더욱 자기 중심적으로 강화함으로써 한국천부교전도관부흥협회(한국천부교회, 약칭 천부교)로 명명하였다.
- 구약성경 호세아 14장에서 이슬성신을 처음 내리는 존재가 ‘감람나무’이고, '동방의 한 사람’, 곧 ‘육신(肉身)을 입고 이 땅에 오신 하나님’이며 그가 박태선이라고 주장한다.
- 자유율법을 지키며 죄짓지 않고 이슬성신으로 죄를 해결해야만 구원에 이른다고 가르친다.
- 천부교는 개신교와 별개 종교임을 표방하며 교회당 종탑에도 십자가가 아닌 비둘기형상이 있다.

### 기념일
1. 축복일: 매월 각 파트별로 한 달에 한 번 신앙촌에 모여 예배[5]
2. 이슬성신절: 1981년부터 매년 5월 중에 선정
3. 추수감사절: 매년 11월 중에 선정

## 신앙촌
신앙촌(信仰村)은 천부교 신도들이 집단으로 거주하는 마을이다. 1957년부터 천부교 창시자 박태선의 주도로 경기도 부천시, 경기도 남양주시, 부산광역시 기장군에 차례로 신앙촌이 건설되었으며, 2000년 이후 제1, 제2신앙촌이 재개발되면서 현재는 부산 기장신앙촌이 남아있다. 또한 신앙촌은 천부교에서 운영하는 기업의 상표로도 쓰인다.

### 신앙촌의 역사

#### 소사신앙촌
제1신앙촌이라고도 한다. 1957년 11월 1일에 경기도 부천군 소사읍 범박리(현 부천시 범박동) 일대에 착공된 최초의 신앙촌이다. 약 1만여 명이 입주하였으며, 마을 안에 각종 생활용품 및 악기를 생산하는 공장을 설립하기도 하였다. 마을 내의 주요 시설들이 노후되면서 2000년부터 재개발되어 현재는 범박동 힐스테이트 아파트가 들어서있다.

#### 덕소신앙촌
제2신앙촌이라고도 하며, 1962년 7월 21일 경기도 양주군 와부면(현 남양주시 와부읍) 덕소리 일대에 착공되었다. 소사신앙촌에 있던 생산공장들을 이전하고, 약 6천여 명이 입주하였다. 이곳에서는 소사신앙촌에서 생산하던 품목 외에 철강 등 중공업 분야 공장까지 건설되었다. 2001년 재개발되어 현재 덕소 두산위브 아파트가 들어섰다.

#### 기장신앙촌
제3신앙촌으로 불리는 기장신앙촌은 1970년 2월 28일 경상남도 동래군 기장면(현 부산광역시 기장군 기장읍) 죽성리 일대에 세워졌다. 50여 개의 생산공장을 세우고 약 5천여 명이 입주하였다. 1971년 12월 29일 이 지역 일대가 개발제한구역으로 지정되어 추가 시설 확장은 중단되었으며, 2000년대 이후 소사 및 덕소신앙촌이 재개발되어 현재 남아있는 유일한 신앙촌이다.

### 기업 활동
1957년 부천에 신앙촌이 처음 건설되면서부터 신앙촌에는 기업과 생산 공장이 세워졌고, 이후 신앙촌 기업은 신앙촌 주민들의 일자리 창출에 기여하면서 동시에 현재 시온그룹이라는 기업집단으로 발전하였다.
또한 신앙촌 계열사인 시온합섬은 제9회 수출의 날(1972년 11월 30일)과 제10회 수출의 날(1973년 11월 30일)에 각각 석탑 및 철탑 산업 훈장을 수상하기도 했다.

## 개신교와의 관계
천부교는 1955년 발족 당시부터 개신교와 대립 관계에 있었다. 이전에 박태선은 대한예수교장로회 창동교회 장로로 활동했는데 박태선이 서울 남산 심령 부흥회의 주요한 강사로서 참여한 직후 독자성을 띤 신앙 부흥 협회를 조직하면서 대립이 시작된 듯하다.
1956년 3월 13일 박태선은 서울 창동교회에 장로직 사임서를 제출했다.
한편, 기성 종교인 개신교와의 대립 내에서 이루어진 천부교의 비약한 발전상은 학계에 큰 관심을 환기한 듯하다. 아메리카합중국에 있는 캔자스대학교 교수 Felix Moos는 논문 〈감람나무 운동의 지도력과 조직〉에서 "1964년까지 계속되는 이 운동은 303개 집회소(전도관)에 신도가 1,800,000 명에서 2,000,000 명이 있는데 이것은 장로교가 열띠게 선교한 지 반세기가 지난 다음에야 장로교도 97,306명을 얻은 것과 비교된다.”라고 적는다.